# Wapen van Hulsberg

Wapen van Hulsberg

Het wapen van Hulsberg werd op 19 december 1930 per Koninklijk Besluit aan de Nederlands Limburgse gemeente Hulsberg verleend. Het wapen is per 1 januari 1982 niet langer in gebruik, omdat de gemeente is opgegaan in de nieuwe gemeente Nuth.

## Blazoenering
De blazoenering van het wapen luidt als volgt:
Gedeeld; I in zilver een dubbelstaartige leeuw van keel, gekroond en genageld van goud; II in goud een uit de schildpunt oprijzende berg van sinopel, getopt met een hulsttakje van natuurlijke kleur. Achter het schild staande en met de linker onderarm daarop rustend de figuur van de H. Clemens, paus en martelaar, gekleed in Pauselijk gewaad, het hoofd gedekt met de tiara, alles van natuurlijke kleur, om den hals dragende een koord van goud, waaraan een anker van sabel en een Pauselijken kruisstaf van goud in den rechterhand houdende.
Het wapen is paalsgewijs gedeeld (het heeft dus een verticale delingslijn). Het eerste deel (voor de kijker links) is zilver van kleur met daarop een rode leeuw. De leeuw heeft twee staarten, een gouden kroon en gouden nagels. Officieel mogen gouden en zilver elkaar niet raken in de heraldiek, maar omdat het lichaamsdelen zijn is het in dit geval wel toegestaan. Het tweede deel (heraldisch links, maar voor de kijker recht) is van goud met daarop een uit de punt van het schild komende groene berg met daarop een groen met rode hulsttak. Dit takje is omschreven als van natuurlijke kleur en mag dus kleur op kleur zijn.
De heilige paus Clemens I staat achter het schild als schildhouder. Hij rust met zijn linkerarm op het schild en in zijn rechterhand heeft hij een pauselijke kruisstaf vast. Sint Clemens is gekleed in een zilveren pauselijk gewaad. Op zijn hoofd heeft hij een gouden pauselijke tiara en om zijn net een zwart scheepsanker.

## Herkomst
Het wapen toont aan de heraldisch rechterzijde het wapen van Valkenburg, waarbij Hulsberg onder de schepenbank ressorteerde. In het linker deel een sprekend element voor Hulsberg zelf. De schildhouder, de heilige Paus Clemens, is de beschermheilige van Hulsberg.